# Мацубара Мікі
Мацубара Мікі (яп. 松原 みき, 28 листопада 1959 Кішівада, Префектура Осака, Японія – 7 жовтня 2004 Сакай, Префектура Осака, Японія) — японська композиторка, авторка текстів та співачка з міста Кішівада, що в префектурі Осака. Виконувала вступну та завершальну тему аніме-телесеріалу Gu-Gu Ganmo під псевдонімом «Сюзі Мацубара».
Її дебютний сингл 1979 року, «Mayonaka no Door (Stay With Me)», став хітом та зайняв 28 місце у чартах Oricon. Згідно з опитуванням Oricon, було продано 104 000 примірників, водночас Canyon Records заявили про 300 000 продажів. На додаток, приблизно з 2020 року, пісня стала відомою також і поза межами Японії.

## Раннє життя
Мацубара народилась 28 листопада 1959 року в місті Кішівада, що в префектурі Осака. Дитинство провела в містечку Хіраока, районі Ніші міста Сакай.
В її сім'ї були батько, мати, молодша сестра. Її батько був членом правління лікарні а її мати була джазовою співачкою, яка співала з японською джазовою і комедійною групою Crazy Cats. Мацубара почала вивчати фортепіано у віці трьох років, а пізніше познайомилась з джазом. У дитинстві вона ходила до початкової школи Хіраока міста Сакай, а потім у 1972 році вступила до середньої школи Пул Гакуїн. Приблизно в цей час Мацубара захопилась рок-музикою і приєднався до рок-гурту «Kurei». У 1975 році вона почала навчання в середній школі Пул Гакуїн і стала клавішницею гурту «Yoshinoya Band». Вони грали пісні у лайв-хаусі в Кіото, під назвою Takutaku. Мацубару описували як відмінницю, і багато хто очікував, що вона вступить до коледжу, але на той час вона вже будувала плани здійснити свою мрію стати співачкою. У 1977 році, коли вона ще вчилася в середній школі, Мацубара поїхала в Токіо сама у віці 17 років, щоб дебютувати як співачка. Японський піаніст Сера Юдзуру помітив її, коли вона виконувала музику та співала у різних закладах Канто, наприклад, у концертній залі Birdland, що в Роппонґі у Токіо.

## Кар'єра
Мацубара почала свою кар'єру в 1979 році, та стала відомою завдяки своїм пісням, що стали хітами, зокрема її дебютному синглу «Mayonaka no Door (Stay with Me)» яку потім переспівували різні виконавці, наприклад, Накаморі Акіна. Ця пісня зайняла 28 місце у чартах Oricon; згідно з Oricon, було продано 104 000 копій пісні, водночас Canyon Records заявили про 300 000 продажів. Також посеред інших відомими стали її пісні «Neat na gogo san-ji (яп. ニートな午後3時)» та «The Winner».
Після виходу пісні «Neat na Gogo San-ji», Мацубара стала справді відомою співачкою. Їй багато пропонували виступати на студентських фестивалях, концертах і так далі. Ця пісня навіть з'явилася в рекламі відомої японської багатонаціональної компанії з догляду за собою Shiseido, менш ніж через два роки після її дебюту.
Мацубара Мікі отримувала нагороди за свою діяльність. У роки своєї діяльності вона створила власну групу, під назвою Dr. Woo. Мацубара також працювала з іноземними виконавцями — із джаз-фьюжн групою лейблу Motown, Dr. Strut, у Лос-Анджелесі (група підтримки у студійних записах альбомів «Cupid», «Myself»), у Токіо та Осаці (концерти), потім випустила джазовий кавер-альбом Blue Eyes. У тому альбомі вона переспівала відомі джазові пісні, як-от «Love for Sale», а також софт-рок пісню «You've Got a Friend», написану та виконану Керол Кінг.
Її вокальний діапазон — меццо-сопрано.
За свою музичну кар'єру випустила 8 синглів та 12 альбомів. Попри те, що більшість її робіт випускались виключно в Японії, поза межами Японії вона також відома як виконавиця та авторка пісень для аніме: наприклад, вона виконала вступну та завершальну тему до Dirty Pair: Project Eden. Втім, внаслідок зростання популярності сіті-попу, інші її пісні також стали відомі за кордоном. Вона виконувала пісні до аніме Gu Gu Ganmo, але вказана там у титрах як Сюзі Мацубара (スージー・松原). Пісня Мацубари «The Winner» використовувалась як вступна тема для OVA-серіалу франшизи Гандам, Mobile Suit Gundam 0083: Stardust Memory.
З 1990-х, вона значною мірою працювала саме над саундтреками до аніме та музикою в рекламі. Мацубара склала пісні для кількох аніме, деякі з її найбільш відомих композицій створювались для серії Гандам. Мацубара була композитором пісень для інших виконавців, наприклад, Міено Хітомі, проте її найвідоміші такі роботи були для співачки та акторки Коди Маріко, для якої Мацубара написала кілька пісень. Пісня Коди «Ame no Chi Special» (雨のちスペシャル), написана Мацубарою, показувалась у теле- та радіопередачі Minna no Uta як музичне відео у 1997 році. Пісня отримала багато уваги та зайняла 28 місце у чартах Oricon. Пісня повторно транслювалась аж до 2004.

## Особисте життя
Про особисте життя Мацубари Мікі відомо небагато. Вона одружилась із Хонджьо Масакі (1953—2007), барабанником зі своєї групи. Він потім став стоматологом, та помер у 2007 році у віці 54 роки.
Коли Мацубара була студенткою, її зір погіршився через втому від підробітку. Однак її зір було вилікувано хірургічним втручанням.

## Хвороба і смерть
Наприкінці 2000 року Мацубара надіслала електронного листа своїй компанії, членам гурту Dr. Woo та іншим людям, які її оточували: «Насправді, я більше не можу продовжувати займатися музикою з певних причин. Я вимикаю свій телефон, мобільний телефон та електронну пошту. Тому, будь ласка, не відповідайте. Будь ласка, живіть своїм життям без жалю». Вона припинила будь-яку музичну діяльність і взагалі зникла з поля зору. Вона спалила всі свої заповітні ноти та записи. В електронному листі, надісланому тоді своїй двоюрідній сестрі, вона написала: «Будь ласка, забудь усі ті часи в минулому, коли я співала і писала музику».
У 2001 році з'ясувалося, що до такого вчинку Мацубару підштовхнув діагноз раку на пізній стадії, який вона отримала на той час, після чого почала лікування. Вона пов'язувала свою кар'єру з часом, коли захворіла, тож залишити музику позаду — це була надія на новий шанс на життя. Мацубара повернулася до батьківського дому і провела останні роки життя у боротьбі з хворобою.
Після того, як лікар сказав, що їй залишилося жити лише три місяці, Мацубара померла 7 жовтня 2004 року у віці 44 років через ускладнення від раку шийки матки. Про її смерть громадськості стало відомо через два місяці.

## Спадщина
Завдяки хвилі популярності сіті-попу у XXI столітті, зокрема у 2010-х, творчість Мацубари стала всесвітньо відомою, її пісня «Stay with Me» (真夜中のドア, «Mayonaka no door») стала хітом на Заході та по всій Азії у 2020 році. Billboard Japan вважає, що увага до пісні з'явилась після того, як індонезійська ютуберка Rainych опублікувала свій переспів пісні на своєму каналі з 1,3 мільйона підписників станом на жовтень того року. Після повторного відкриття пісні в Індонезії, що відобразилось у зростанні кількості прослуховувань на платформах Apple Music та Spotify, її популярність поширилась на інші країни, вона стала захоплювати все більше уваги, зокрема у Північній Америці, де стала займати високі місця у рейтингах прослуховувань стрімінгових сервісів, зокрема, зайняла перше місце у рейтингу хітів Spotify. Пісня стала поширеною у застосунку TikTok, зокрема в грудні 2020 року; до цього пісня вже була дещо популярною в аніме-секторі платформи, внаслідок чого з'явився тренд, де користувачі японського походження виконували цю композицію для своїх батьків та фільмували їхню реакцію, коли вони впізнавали цю пісню. Одне з таких відео набрало понад 23 мільйони переглядів та 6 мільйонів лайків. Станом на лютий 2021 року, пісня була використана у більш ніж 200 000 відео на платформі.
Внаслідок різкого поширення її пісень, у кінці 2020 року дебютний альбом Мацубари «Pocket Park» був знову випущений у вінілі в кінці 2020 року.

## Дискографія

### Студійні альбоми
| Рік  | Назва                            | Лейбл   |
| ---- | -------------------------------- | ------- |
| 1980 | Pocket Park                      | See･Saw |
| 1980 | Who Are You?                     | See･Saw |
| 1981 | Cupid                            | See･Saw |
| 1982 | Myself                           | See･Saw |
| 1982 | 彩                               | See･Saw |
| 1983 | Revue                            | See･Saw |
| 1984 | Blue Eyes (cover album)          | See･Saw |
| 1984 | Cool Cut                         | See･Saw |
| 1985 | Lady Bounce                      | See･Saw |
| 1987 | Dirty Pair (Original Soundtrack) | Victor  |
| 1988 | Wink                             | Victor  |

### Компіляції
| Рік  | Назва            | Лейбл       |
| ---- | ---------------- | ----------- |
| 1983 | Paradise Beach   | See･Saw     |
| 1986 | Super Best       | Pony        |
| 2002 | Best             | Pony Canyon |
| 2011 | Golden☆Best      | Pony Canyon |
| 2013 | The Premium Best | Pony Canyon |
| 2014 | Light Mellow     | Pony Canyon |
| 2015 | Aya              | Pony Canyon |
| 2017 | Platinum Best    | Pony Canyon |

### Сингл
| Рік  | Назва                                                          | Лейбл         |
| ---- | -------------------------------------------------------------- | ------------- |
| 1979 | «Mayonaka no Door (Stay with Me)» (真夜中のドア～Stay With Me) | See･Saw       |
| 1979 | «愛はエネルギー»                                               | See･Saw       |
| 1980 | «ハロー・トゥデイ～Hello Today»                                | See･Saw       |
| 1980 | «あいつのブラウンシューズ»                                     | See･Saw       |
| 1981 | «ニートな午後3時»                                              | See･Saw       |
| 1981 | «倖せにボンソワール»                                           | See･Saw       |
| 1982 | «予言»                                                         | See･Saw       |
| 1983 | «パラダイス ビーチ (ソフィーのテーマ)»"                        | See･Saw       |
| 1984 | «Knock, Knock, My Heart»                                       | See･Saw       |
| 1985 | «恋するセゾン ～色恋来い～»                                    | See･Saw       |
| 1987 | «サファリ アイズ»                                              | Victor        |
| 1987 | «Pas De Deux»                                                  | Victor        |
| 1988 | «In the Room»                                                  | Victor        |
| 2020 | «The Winner»                                                   | Sunrise Music |
| 2020 | «Back to Paradise»                                             | Sunrise Music |
| 2021 | «Miki Matsubara Night Tempo Presents the Showa Groove»         | Pony Canyon   |

### Відомі композиції
| Рік  | Назва                                                         | Виконавці                     |
| ---- | ------------------------------------------------------------- | ----------------------------- |
| 1991 | «Mou Hitotsu no Sotsugyou» (もう一つの卒業)                   | a·chi-a·chi                   |
| 1992 | «Men of Destiny» — Mobile Suit Gundam 0083: Stardust Memory   | MIQ                           |
| 1992 | «True Shining»                                                | Вада Руміко                   |
| 1994 | «Good-Bye Tears»                                              | Такахаші Юміко                |
| 1994 | «Harmony»                                                     | Кода Маріко                   |
| 1994 | «Run ~今日が変わるMagic~»                                     | Міено Хітомі                  |
| 1994 | «誰のせいでもない二人»                                        | Кода Маріко                   |
| 1995 | «Kanjite itai…»                                               | Ічікава Йоко                  |
| 1995 | «Mimikaki wo Shiteiru to» (みみかきをしていると)              | Кода Маріко                   |
| 1995 | «Heroine» (ヒ・ロ・イ・ン)                                    | Шішідо Румі                   |
| 1995 | «Doll-tachi no Dekuritsu Kinenbi» (Dollたちの独立記念日)      | Міено Хітомі                  |
| 1995 | «Ame no Kioku» (雨の記憶)                                     | Йошінарі Кейко                |
| 1996 | «Watashi ga Tenshi Dattara Iinoni» (私が天使だったらいいのに) | Кода Маріко                   |
| 1997 | «Yume wa hitori miru mono janai» (夢はひとりみるものじゃない) | Кода Маріко                   |
| 1997 | «Accel» (アクセル)                                            | Іїдзука Маюмі                 |
| 1998 | «Ultraman Gaia!» (ウルトラマンガイア!)                        | Танака Масаюкі, Даймон Кадзуя |